# Оттакринг
Оттакринг (нім. Ottakring) — шістнадцятий район Відня. Сформований в 1892 році з сіл Оттакринг і Нойлерхенфельд (Neulerchenfeld).
Оттакринг розташований на заході Відня. Межує з районами: Гернальсом на півночі, Йозефштадтом і Нойбау на сході (до центра Відня), Рудольфсгайм-Фюнфгаусом на півдні і Пенцінгом на півдні і заході. В Оттакрингу знаходиться одна з кінцевих станцій 3-ї лінії метро. Найбільшою вулицею району є Таліаштрассе (Thaliastraße).
1912 року на місцевому цвинтарі встановлено пам'ятник на могилі віденських робітників, розстріляних 17 вересня 1911 року під час голодових заворушень в Оттакрингу, роботи архітектора М. Бринського.